# Viola sheltonii
Viola sheltonii Torr. – gatunek roślin z rodziny fiołkowatych (Violaceae). Występuje endemicznie w Stanach Zjednoczonych – w Kalifornii, Kolorado, Idaho, Oregonie oraz stanie Waszyngton. W całym swym zasięgu jest gatunkiem bliskim zagrożeniu, ale regionalnie – w stanie Waszyngton – jest gatunkiem narażonym. 

## Morfologia
PokrójBylina dorastająca do 3–27 cm wysokości. Pędy od jednego do trzech, są płożące lub wyprostowane, nagie lub rzadko owłosione, wyrastają z krótkiego kłącza.
LiścieLiście odziomkowe są od jednego do trzech, ich blaszka liściowa jest skórzasta i pierzasta, złożona z trzech listków, w zarysie ma kształt od nerkowatego lub owalnego do mniej więcej okrągłego, mierzy 2–7 cm długości oraz 2–11 cm szerokości, każdy listek rozcięty jest na 3 mniej więcej odwrotnie jajowate klapki o szerokości 2–10 mm, z kolei każdy klapek jest dalej podzielony na 2 lub 3 skrzypcowate, łopatkowate, podługowate, lancetowate lub eliptyczne segmenty, jest całobrzega, ma zwężająca się nasadę i wierzchołek od ostrego do nagle zaostrzonego lub tępego, jej powierzchnia jest naga lub rzadko owłosiona, ogonek liściowy jest nagi lub rzadko owłosiony i osiąga 8,6–21 cm długości, przylistki są owalnie lancetowate, postrzępione na brzegu z wypustkami zakończonymi gruczołami, o wierzchołku od ostrego do spiczastego. Liście łodygowe są podobnej wielkości co odziomkowe, lecz mierzą 1,2–6,3 cm długości oraz 1,2–10,5 cm szerokości, mają krótsze ogonki liściowe (5,5–12 cm długości), a przylistki są od owalnych do lancetowatych, wypustki brzegowe nie zawsze są zakończone gruczołami, a wierzchołek jest długo spiczasty.
KwiatyPojedyncze, osadzone na nagich lub rzadko owłosionych szypułkach o długości 5-19 cm, wyrastających z kątów pędów. Mają działki kielicha o lancetowatym kształcie. Płatki od środka mają głęboko cytrynowożółtą barwę, natomiast dwa płatki górne od zewnątrz są od ciemnobrązowych do brązowawopurpurowych, trzy płatki dolne (czasami tez dwa górne) mają brązowawopurpurowe żyłki, dwa boczne mogą być brodate, najniższy płatek mierzy 7-18 mm długości, posiada garbatą ostrogę o długości 1-2 mm i żółtawej barwie z brązowawopurpurowymi plamkami. Główka słupka jest brodata.
OwoceNagie lub owłosione torebki mierzące 6-8 mm długości, o kształcie od podługowatego do jajowatego. Nasiona są błyszczące, mają brązowawą barwę, osiągają około 2,5 mm długości.

## Biologia i ekologia
Rośnie na żyznych glebach lub żwirowym podłożu; w chaparralu, lasach dębowych lub zimozielonych lasach mieszanych z jodłą wspaniałą i sosną żółtą. Występuje na wysokości od 800 do 2500 m n.p.m. Kwitnie od marca do lipca. 
Liczba chromosomów 2n = 12.